# Диригентска палка
Диригентската палка /или по архаичните: батон и багета/ е тънка пръчица изработена от пластмаса с дръжка в единия край от корк или дърво.
Тя се използва от диригентите за да привлече вниманието на оркестрантите по време на дирижиране за подсилване и подчертаване на диригентския жест. По традиция оркестровите диригенти използват диригентска палка, а хор-майсторите /или хоровите диригенти/ разчитат само на жестове с ръце. Размера на диригентските палки варира от 10-24 инча в зависимост от изискванията на диригента. Палката се държи между палеца и показалеца на дясната ръка подобно на постановката за свирене на барабани. Повечето диригенти не отдават голямо значение на палката която използват, а предимно на своето дирижиране.
В миналото диригентите на духови оркестри са изплзвали метален жезъл които са размахвали вертикално за да оказват визуално темпото на произведенията пред оркестрантите.
Един от най-престижните производители на диригентски палки е Ричард Хоровиц - тимпанистът и водач на перкусионната секция в Метрополитън опера, Ню Йорк, САЩ.